# Ilha Branca (Terra de Enderby)
A ilha Branca (em norueguês:  Hvitøya) é uma extensão de terra com cerca de 20 km de comprimento por 5 km de largura, coberta de gelo e pertencente à Terra de Enderby, junto ao continente antártico, e administrada pela Nova Zelândia. Tem 13 km2 de área.
Está situada a 12 km do estreito "Styles" que a separa da península de Sakellari. Foi descoberta por Hjalmar Riiser-Larsen em janeiro de 1930 e chamada "Hvitøya", "ilha Branca" por estar coberta de gelo.
A sua existência foi considerada duvidosa durante anos, mas foi confirmada pela expedição soviética a Lena em março de 1957 e depois pelas Expedições Nacionais de Investigação Antártica Australianas (em inglês: A.N.A.R.E. - Australian National Antarctic Research Expeditions).
Atualmente a ilha é desabitada e realizam-se nela excursões bastante perigosas; só 4 operadores turísticos têm capacidade para as levar a cabo.